# Havana Club
Havana Club — бренд рома, появившийся на Кубе в 1934 году, одна из самых продаваемых марок рома в мире. Созданное в Карденасе семейное предприятие Хосе Аречабалы по производству рома было национализировано после кубинской революции. С 1994 года ром производится на Кубе и продаётся по всему миру (за исключением США) компанией Havana Club International, находящейся в долевой собственности Pernod Ricard и кубинского правительства. Bacardi также производит ром с тем же именем в Пуэрто-Рико, который продаётся только в Соединенных Штатах. Havana Club и Bacardi судятся между собой за право собственности на бренд.

## История и производство

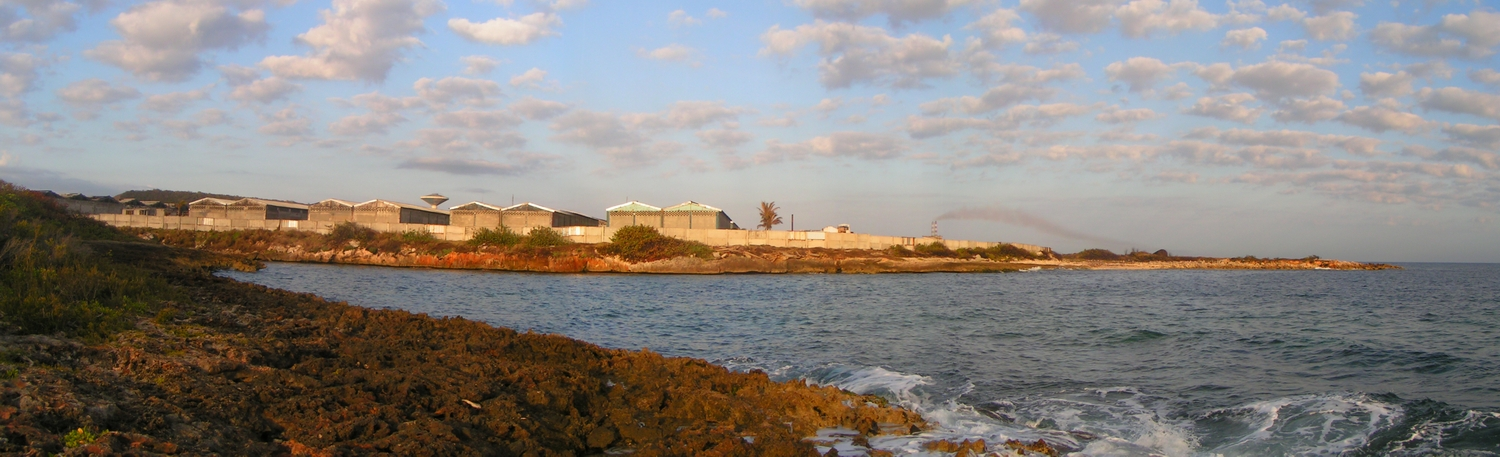
В настоящее время винокурня рома находится в Санта-Крус-дель-Норте

Семья Аречабала основала винокурню в Карденасе в 1878 году. Позже, в 1934 году, компания Хосе Аречабалы создала бренд Havana Club, и ром под этой маркой стал продаваться на Кубе и в США. Вместе со всеми винокурнями компания была национализирована правительством Кастро в 1960 году, а семья Аречабала эмигрировала в Испанию и Соединенные Штаты Америки.
Социалистическая Куба начала экспорт рома Havana Club в 1972 году, главными рынками сбыта являлись Советский Союз и Восточная Европа. В отличие от семьи Бакарди, семейство Аречабала не строило заводов за пределами Кубы, поэтому не могло уже производить ром с названием Havana Club, поэтому весь кубинский ром поставлялся за границу под данной маркой. Компания была объявлена национальным достоянием, жемчужиной, а в 1977 году производство было перенесено на новый завод в Санта-Крус-дель-Норте.
С 1994 года кубинское производство рома и заграничная продажа «Havana Club» ведётся в рамках совместного партнерства между «Pernod Ricard» и Корпорасьон Куба Рон. «Перно Рикар» принадлежит 50 % акций завода «Havana Club».
В 1994 году фирма «Бакарди» начала производство рома под названием Havana Club в Катаньо (Пуэрто-Рико), используя рецепт, проданный ей членами семьи Аречабала. Первоначально ром реализовывали только в нескольких североамериканских штатах (в основном во Флориде), но в 2006 году производство было расширено, а в 2012 году, после победы в суде над конкурентом, «Бакарди» объявила о планах расширить продажу своей версии рома.

## Конфликт Pernod Ricard с Bacardi
Торговая марка Havana Club была предметом судебного спора о товарных знаках в США, Испании и Всемирной торговой организации.
После того, как предприятие Хосе Аречабалы было национализировано, семья Аречабала покинула Кубу и прекратила производство рома. Поэтому они не продлили регистрацию товарного знака «Havana Club» в США, и она оказалась просроченной в 1973 году. Воспользовавшись истечением срока, кубинское правительство зарегистрировало марку в США в 1976 году. В 1993 году бренд перешёл в собственность «Pernod Ricard» по договору с Кубинской республикой от 1993 года.
В 1994 году корпорация Bacardi получила оставшиеся у семьи Аречабала права на бренд, и начала производить ограниченное количество рома с тем же названием. «Бакарди» подала в суды США 922 иска в 1995 и 1996 годах, что вызвало судебный процесс с Pernod Ricard. Первые два этапа судебной тяжбы были выиграны «Перно Рикар».
Тем не менее, в 1998 году, после сильного лоббирования со стороны «Bacardi», Конгресс США принял «Акт Бакарди», который защищает торговые марки и фактически закрепляет право на бренд «Havana Club» за «Bacardi», национализированные Кубинской республикой, таким образом положение сложилось не в пользу «Перно Рикар». Данный акт (также известный как «Раздел 211») был применён только к торговой марке Havana Club. Закон был признан не соответствующим нормам международного частного права Всемирной торговой организацией в 2001 и 2002 годах, на том основании, что касается юридических лиц, национализированных только одной страной, в данном случае Кубой. Соединенные Штаты проигнорировали решения ВТО, несмотря на вступление их в окончательную силу в 2005 и просьбы со стороны Европейского Союза.
После первого раунда судебных разбирательств, второй раунд судебного процесса начался, когда через систему федеральных судов США и Агентство по товарным знакам, подана апелляция, в которой говорилось о незаконном использовании марки «Гавана» в названии рома, произведённого за пределами Кубы. Эта череда судебных разбирательств длилась с 2009 по 2012 год, и снова закончилась победой «Bacardi». После этого поражения «Pernod Ricard» объявила о своих намерениях продавать в Штатах ром под названием «Havanista», в то время как Bacardi заявила о расширении рынка своего «Havana Club» по всей территории США.
В Испании право «Pernod Ricard» на владение товарным знаком «Havana Club» было подтверждено в трёх судебных решениях, последнее из которых было принято в 2011 году.
В январе 2016 года США признали за Кубой право на марку «Havana Club». Как сообщает The Wall Street Journal, «этот шаг, как ожидается, вновь распалит давнишнюю напряженность между Bacardi Ltd. и кубинским правительством». Выданную Ведомством по патентам и товарным знакам лицензию сроком действия 15 дней государственное предприятие «Кубаэкспорт» продлила на 10 лет, до 2026 года. Однако выдача лицензии «Havana Club» не окажет влияния на американский рынок, пока действует эмбарго на продажу кубинских сигар и рома. Корпорация «Бакарди» выразила своё недовольство деятельностью американского правительства, по мнению «Bacardi» это решение противоречит американской политике в области международного права в отношении национализации предприятий. «Bacardi» послала запрос в Министерство финансов США, Бюро по патентам и несколько других органов, дабы получить официальные комментарии Вашингтона.

## Продвижение

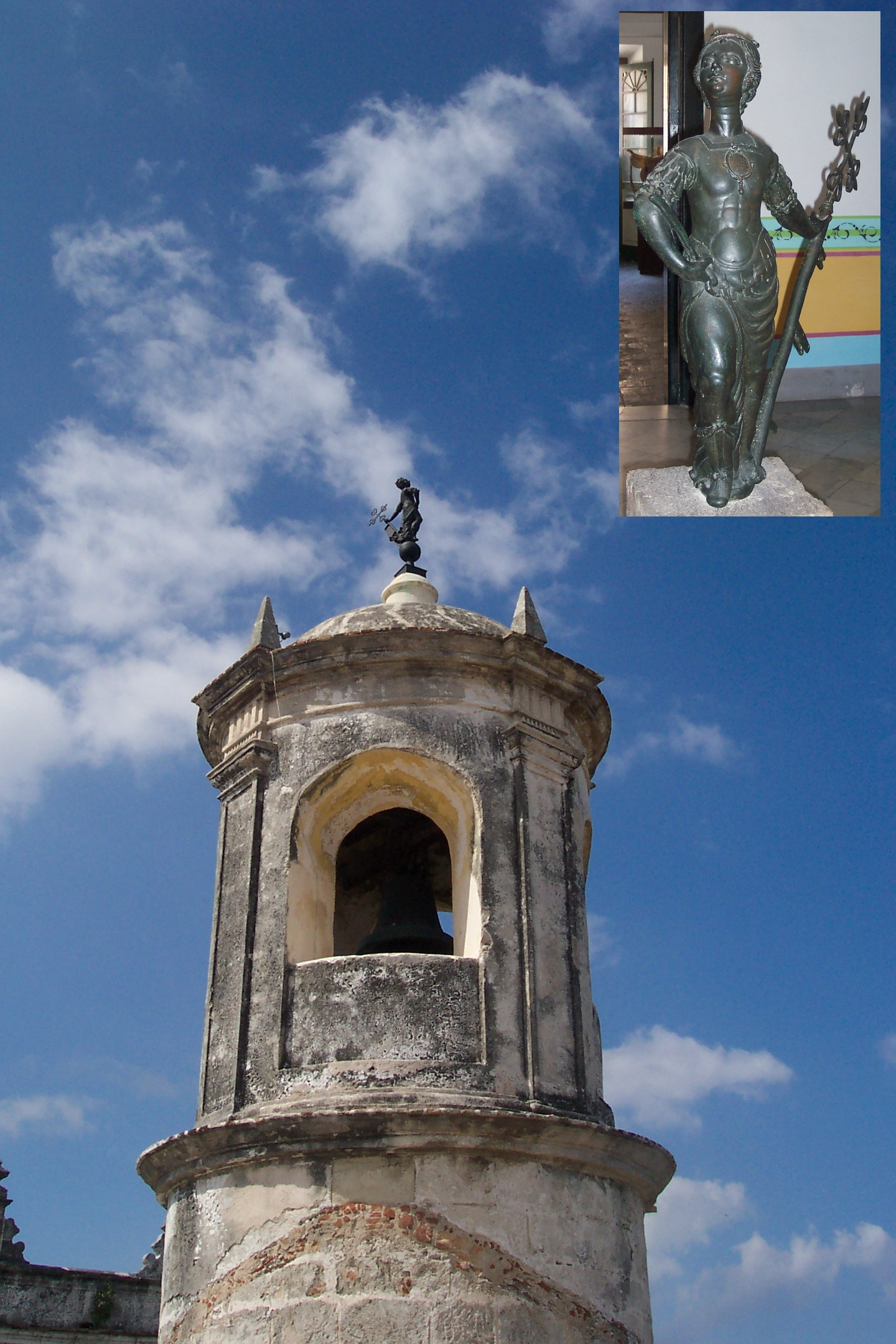
Ла-Реаль-Фуэрса, изображённая на этикетке «Havana Club».

«Havana Club» является пятым по объёму продаж ромовым брендом в мире, в 2012—2013 годах было продано почти 3,8 миллиона бутылок. Ром продается более чем в 120 странах, включая Францию и Германию, в последней он был известен ещё со времён ГДР. C 2008 года он также представлен в Индии, обладающей вторым по величине рынком сбыта в мире.
«Pernod Ricard» обыгрывает кубинские темы в маркетинге, включая маркировку Havana Club как «El Ron de Cuba» («ром с Кубы»). Этот ром часто становится предметом вывоза туристов, возвращающихся в США с Кубы. Для того, чтобы избежать обвинений в обмане клиентов, этикетка «Havana Club» от «Бакарди» содержит напоминание, что её ром сделан в Пуэрто-Рико и называется «Havana Club, пуэрто-риканский ром».
Пробка рома, созданная ещё компанией «Cubaexport» в 1970-е годы, включает золотой и красный цвета, на этикетке изображена Ла-Реаль-Фуэрса со флюгером старого форта Гаваны. Pernod Ricard объявила о планах использовать аналогичные золото и красные метки на их ром «Havanista», продаваемый в Соединённых Штатах.

## Разновидности рома

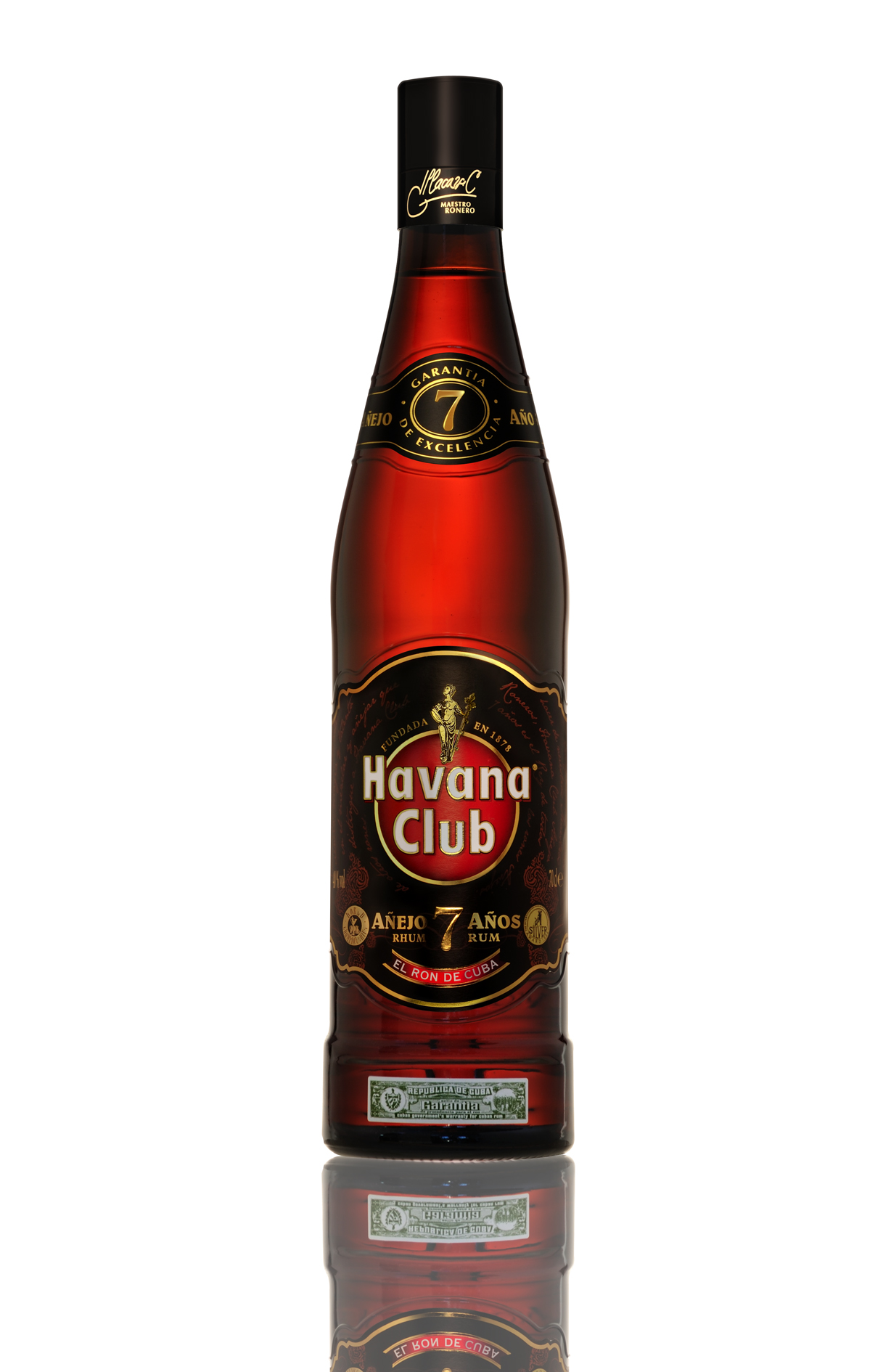
Havana Club 7 años

### Pernod Ricard
- Аньехо Бланко: белый ром в возрасте от 1 года[32].
- Аньехо 3 Аньос: ром трёхлетней выдержки[33].
- Аньехо Эспесиаль[34]
- Аньехо Резерва[35]
- Аньехо 7 Аньос: тёмный ром в возрасте от 7 лет[36].
- Аньехо 15 Аньос: ограниченная серия рома в возрасте не менее 15 лет[37]. Выиграл награду от International Spirits Challenge[38].
- Максимо Экстра Аньехо: элитный выдержанный ром, розничная цена которого составляет более 1000 долларов США за бутылку[39]. Было выпущено всего 1000 бутылок, изготовленных вручную стеклодувами[40].
- Селексьон де Маэстрос: повторный выпуск рома премиум-класса[23] бочковой крепости 90 Proof[41] под названием «Выбор мастеров», получившего несколько наград. К примеру в 2014 году на World Spirits Competition в Сан-Франциско ром выиграл двойную золотую медаль. Сайт-агрегатор Proof66 поместил Селексьон де Маэстрос список 99 лучших ромов[42].
- Havana Club Унион

### Bacardi
Бакарди производит только «Havana Club, пуэрто-риканский ром» крепостью 40 %.